# 6.5mm Remington Magnum
6.5mm Remington Magnum це набій .264 калібру (6.7 мм) в плішкоподібній гільзі з пояском представлений в 1966 році. Набій створено на базі набою .350 Remington Magnum шляхом обтискання дульця, в свою чергу  набій .350 Remington Magnum створено на базі гільзи британського набою .375 H&H Magnum шляхом вкорочення, обтискання дульця та розширення об'єму. Це був один з перших коротких набоїв класу Магнум.

## Загальна інформація
Набій 6,5 мм був дуже популярним в Європі та особливо в Скандинавії, така ситуація триває і до сих пір. До військових європейських набоїв відносять: 6,5x52 мм Carcano, 6,5x53mmR (.256 Mannlicher), 6,5x54 мм Mannlicher-Schönauer, 6.5×55 мм шведський Маузер, 6,5×58mmR Krag–Jørgensen та 6,5×58 мм Португальський. Кулі калібру 6,5 мм (0,264) відрізнялися чудовою щільністю перетину і балістичними коефіцієнтами. Скандинавські країни лідирували на Олімпійських іграх в скандинавських стрілецьких змаганнях використовуючи набої центрального запалення 6,5 мм, наприклад, 6,5×55 мм до 1972 року коли змагання з використанням набоїв центрального запалення були припинені. Проте, в Північній Америці набої .264 калібру не були популярними. На початку 1950-х років деяка кількість знятих з озброєння норвезьких Krag–Jørgensen та шведських Маузерів потрапили до США. Компанія Вінчестер розробила набій .264 Winchester Magnum, але він не став популярним оскільки гвинтівки мали нетривалий термін існування стволу.
В 1966 році компанія Remington представила 6,5 Remington Magnum, який було створено на базі попереднього набою .350 Remington Magnum, для карабіну Модель 600 зі стволом 18,5 дюймів. Компанія Remington обрала погану гвинтівку, оскільки вона не змогла повністю розкрити потенціал продуктивності набою 6.5mm Remington. Хоча пізніше компанія Remington пізніше переробила гвинтівку Модель 700 зі стволом 24 дюйми під це набій, репутація цього набою вже постраждала. Постраждала настільки, що набій не став популярним і застарів. Компанія Ruger, а потім і компанія Remington в 2004  році в Моделі 673 Guide Rifle, зробили спробу відновити набій, але ці спроби були не вдалі.
Набій 6.5 мм Remington Magnum залишається найкращим європейським набоєм по продуктивності серед набоїв калібру 6,5 мм, поступаючись лише набою 6.5x68mm RWS, який є схожи на набій .264 Winchester Magnum. Крім того, через свій невеликий розмір його можна використовувати в більш легких, більш швидких в користуванні гвинтівках з коротким затвором. Для реалізації потенціалу набою необхідно, щоб мінімальна довжина стволу гвинтівки становила 24 дюйми. В гвинтівках з коротшими стволами продуктивність сильно падає, особливо при використанні повільногорючих порохів.
Зараз компанія Remington не випускає дані набої.

## Специфікація набою
Набій 6,5 мм Remington Magnum створено на базі гільзи набою .350 Remington Magnum шляхом обжимання дульця до калібру .264 (6,71 мм). Це був один з перших коротких та товстих набоїв класу магнум серійного виробництва. Відомо, що коротка та товста конструкція набою сприяє ефективному згорянню пороху.
SAAMI рекомендує стволи з 6 канавками на 1:9 оберту. Канал стволу становить ,256-дюйма (6,5 мм), по канавкам діаметр каналу стволу ,264-дюйма (6,7 мм). Рекомендована ширини канавки ,095-дюйма (2,4 мм). SAAMI рекомендує максимальний тиск в 53,000 C.U.P., в той час якCIP визначає максимальний тиск не більше 4 350-барів (63 100 psi).

## Продуктивність
Компанія Remington була єдиним виробником зарядів до набою. Вони пропонували один заряд, 7,8 г PSP-CL. Ці заводські заряди Remington з легкою кулею рекомендують використовувати лише для полювання на невеликих оленів та хижаків. Тим хто бажає повністю використати універсальність набою 6,5 мм Remington Magnum мають самі споряджати набої.
| Набій | Критерії     | Дулова швидкість | 91 м    | 180 м   | 270 м   | 370 м   | 460 м   |
| .260 Remington, Remington 140-гранів (9,1 г) Premier Core-Lokt                                            | Швидкість    | 840 м/с          | 778 м/с | 721 м/с | 666 м/с | 614 м/с | 564 м/с |
| .260 Remington, Remington 140-гранів (9,1 г) Premier Core-Lokt                                            | Падіння кулі | -3,8 см          | 4,8 см  | 0 см    | -21 см  | -60 см  | -121 см |
| 6.5×55mm Swedish Mauser, Federal 140-гранів (9,1 г) SP                                                    | Швидкість    | 790 м/с          | 732 м/с | 671 м/с | 619 м/с | 567 м/с | 518 м/с |
| 6.5×55mm Swedish Mauser, Federal 140-гранів (9,1 г) SP                                                    | Падіння кулі | -3,8 см          | 5,8 см  | 0 см    | -24 см  | -69 см  | -140 см |
| 6.5mm Remington Magnum, Hornady 140-гранів (9,1 г) SP Handload                                            | Швидкість    | 880 м            | 820 м/с | 765 м/с | 709 м/с | 656 м/с | 605 м/с |
| 6.5mm Remington Magnum, Hornady 140-гранів (9,1 г) SP Handload                                            | Падіння кулі | -3,8 см          | 4,1 см  | 0 см    | -18 см  | -53 см  | -106 см |
| .264 Winchester Magnum, Winchester 140-гранів (9,1 г) Super-X PP                                          | Швидкість    | 920 м/с          | 848 м/с | 776 м/с | 709 м/с | 644 м/с | 583 м/с |
| .264 Winchester Magnum, Winchester 140-гранів (9,1 г) Super-X PP                                          | Падіння кулі | -3,8 см          | 3,8 см  | 0 см    | -17 см  | -51 см  | -105 см |
| All values retrieved from respective websites. 6.5mm Remington Mag. data from Hornady Reloading Manual #4 |              |                  |         |         |         |         |         |

Набій 6,5 мм Remington Magnum вигідно відрізняється від інших набоїв калібру 6,5 мм (.264 калібр). За енергією він поступається набоям 6,5x68 мм RWS та .264 Winchester Magnum. Проте, ні 6,5x68 мм RWS, ні .264 Winchester Magnum не можна заряджати в гвинтівки з коротким затвором. По продуктивності набій краще за набої такого самого калібру, але не магнум класу, наприклад, .260 Remington та 6,5×55 мм Swedish.